# Механізоване кріплення

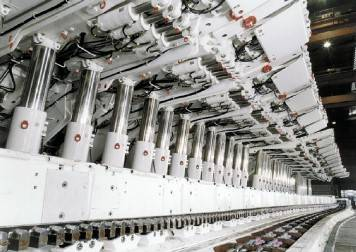
Агрегатне гідравлічне кріплення для лав

Кріплення механізоване (рос. крепь механизированная, англ. powered supports; нім. mechanisierter Ausbau m,  Schreitausbau m) — кріплення металеве самопересувне гідрофіковане очисного вибою для підтримання порід покрівлі, збереження очисної виробки в робочому і безпечному стані; забезпечення механізації процесів кріплення та управління породами покрівлі, пересування й утримання постава вибійного конвеєра, базової балки з виймальною машиною.

## Загальний опис
К.м. очисного вибою (лавокомплект) складається з системи однотипних або різнотипних секцій, розставлених з певним кроком за довжиною очисного вибою, що пересуваються в напрямку його посування. Довжина лавокомплекту 80-200 м. Секція К.м. — самост. структурна одиниця, здатна на обмеженій довжині очисного вибою, яка дорівнює ширині секції, підтримувати привибійний простір очисного вибою в робочому і безпечному стані. Складається секція з основи, що спирається на породи ґрунту; верхнього перекриття, що підтримує породи покрівлі; огороджуючої частини, що перешкоджає проникненню в робочий простір порід покрівлі, які обрушилися; гідравліч. стояків (від одного до шести в секції); домкрата (одного або двох в секції), що здійснює пересування як секції, так і постава вибійного конвеєра. До складу секції можуть додатково входити пристрої: силового зв'язку основи з верх. перекриттям, забезпечення направленого пересування секції, утримання площини вибою від висипання, а вибійного конвеєра від сповзання; активного підпору верх. перекриття в процесі пересування секції; для боротьби з пилом і інш. Як привод застосовується система об'ємного гідропривода типу насос — група гідроциліндрів, з використанням як робочої рідини водо-масляної емульсії (робочий тиск в системі гідропривода 20-32 МПа з тенденцією переходу на 45 МПа). Насосна станція гідропривода являє собою самост. агрегат з резервуаром для робочої рідини, насосами, апаратурою управління, контролю і очищення робочої рідини; розташовується поза очисним вибоєм, в прилеглій виробці. У залежності від характеру взаємодії з породами покрівлі К.м. можуть бути підтримуючого, підтримуючо-захисного і захисного типів. Основні типи вітчизняних комплексів: КМ-87М, КМ-98, КМ-103, КД-80, КДМ-90.

## Секція механізованого кріплення
Складова частина аґреґатного механізованого кріплення у вигляді цілісного аґреґата, який може виконувати функції, віднесені до механізованого кріплення загалом: підтримка порід покрівлі і управління станом вмісних порід, захист робочого простору від продуктів обвалення, пересування і утримання конвеєра.
Секція кріплення у загальному випадку складається з таких характерних структурних елементів:
- — основи, призначеної для установки на ній гідростояків і інших елементів з метою створення цілісного аґреґата у вигляді секції і для передачі зусиль опору опусканню покрівлі на породи ґрунту;
- — перекриття, що включає базову частину і привибійні консолі; перекриття безпосередньо сприймає гірничий тиск від порід покрівлі, а також захищає робочий простір в своїй зоні від продуктів обвалення;
- — огорожі, що служить передусім для захисту робочого простору в своїй зоні від продуктів обвалення;
- — стояків гідравлічних із запобіжними клапанами, що створюють робочий опір опусканню порід покрівлі;
- — гідродомкрата пересування секції і вибійного конвеєра;
- — механізму підйому носка основи при пересуванні секції з метою зменшення величини впровадження основи в слабкі ґрунти;
- — блоку керування секцією.

Типи основ секцій механізованого кріплення: 1. Складна основа — включає вибійну і завальну частини з опорами під стояки, сполучені між собою шарнірними або ресорними зв'язками (кріплення 1М1ОЗМ); 2. Здвоєна основа типу «катамаран», що складається з двох подовжніх частин, з'єднаних між собою шарнірними зв'язками (кріплення нового покоління ДМ, ДМС); 3. Суцільна основа, що являє собою плиту з опорами під стояки, в якій можуть бути вікна відповідної конфігурації для розміщення гідродомкратів пересування (КД90, кріплення нового покоління КДД, ДТ, ДТР, ДТМ). З позицій основного критерію при порівнянні типів основ — середнього тиску на ґрунт пласта — перевагу віддають суцільним, а також здвоєним основам.
Типи привибійних консолей секцій механізованого кріплення: 1. Ресорні (кріплення попереднього покоління МТ1,5, М87УМН, 1М88); 2. Підтискні, керовані від гідростояків (кріплення ДМ, ДТ, ДТМ, а також різновиди кріплень КДД, КД90); 3. Підтискні, керовані від окремого гідроциліндра (різновиди кріплень КДД, КД90); 4. комбінованого типу (кріплення 1М10ЗМ). З точки зору питомого опору на кінці привибійної консолі перекриття більш вигідні підтискні консолі, керовані від окремого гідроциліндра або їх аналоги — керовані від гідростояків.
Типи механізмів переміщення в складі секцій механізованого кріплення. У конструкціях секцій механізованого кріплення застосовуються два типи механізмів переміщення, що забезпечують пересування секцій і вибійного конвеєра відповідно: 1. Поршневими і штоковими гідродомкратами (кріплення КД90, ДМ, КДД, ДМС, ДТ, ДТМ); 2. Штоковими і поршневими гідродомкратами (кріплення попереднього покоління 1М10ЗМ, 1М88, МТ1,5). Оскільки, як відомо, зусилля на пересування секцій сучасного кріплення повинне бути більшим, ніж на пересування відповідної ділянки конвеєра, то більш раціональним вважають перший тип механізму переміщення.
Типи механізмів підняття носка основи секцій механізованого кріплення при їх пересуванні на нову машинну дорогу: 1. З використанням зусилля гідродомкрата переміщення секцій (кріплення КД80); 2. З використанням зусилля спеціального гідроциліндра (кріплення КД90, ДМ, КДД, ДТ, ДТР, ДТМ). Враховуючи, що механізм першого типу буде здійснювати підйом носка основи на необхідну висоту тільки при наявності відповідного опору переміщенню секції, більш прийнятним вважають механізм другого типу.
СТІЙКІСТЬ СЕКЦІЇ МЕХАНІЗОВАНОГО КРІПЛЕННЯ — здатність секції при виконанні відповідних технологічних операцій зберігати необхідні положення перекриття і основи по відношенню один до одного і по відношенню до вмісних порід і вибою та забезпечувати при роботі нормальні або допустимі умови функціонування самого кріплення і взаємодіючого з нею іншого очисного обладнання. Основними видами порушення стійкості є: сповзання і перекидання (подовжнє і поперечне) секції, недопустиме втиснення перекриття і основ у бокові породи.